# David Simon
Pour les articles homonymes, voir Simon et David Simon (homonymie).
David Simon, né le 9 février 1960 à Washington, D.C., est un écrivain, journaliste et scénariste américain de séries télévisées.
Il est connu pour être l'auteur de Baltimore, qui a notamment inspiré la série HBO Sur écoute (The Wire).

## Biographie
David Simon est né dans une famille juive, notamment d'un père représentant du B'nai B'rith. Il a travaillé pour le The Baltimore Sun pendant douze ans. Il a écrit Homicide: A Year on the Killing Streets et a coécrit The Corner: A Year in the Life of an Inner-City Neighborhood avec Ed Burns. Ce livre servit de base pour la série NBC Homicide: Life on the Street, dans laquelle Simon fut crédité comme scénariste et producteur. 
Simon adapta son dernier livre pour la mini-série HBO The Corner. Il est le créateur de la série HBO Sur écoute (The Wire), pour laquelle il est crédité de producteur exécutif, scénariste principal, pour les 5 saisons de la série. Il a adapté le livre Generation Kill pour la mini-série HBO dont il dirigea le projet. En 2010, il entame une nouvelle série, Treme, dont la quatrième et dernière saison s'est achevée en 2013. 
Après Treme, Simon a écrit la mini-série de HBO Show Me a Hero avec le journaliste William F. Zorzi (un ancien collègue du Baltimore Sun). La mini-série de 6 épisodes a été réalisée par Paul Haggis. La mini-série est une adaptation du livre éponyme de Lisa Belkin et raconte l'histoire de Nick Wasicsko, le plus jeune maire d'une grande ville du pays, qui se retrouve au cœur d'une controverse raciale lorsqu'un tribunal fédéral ordonne la construction d'un petit nombre de logements sociaux dans les quartiers blancs de Yonkers, à New York.
David Simon et George Pelecanos ont créé la série originale The Deuce en 2017. Il s'agit d'une série dramatique sur l'industrie du porno à New York et qui se déroule à Times Square dans les années 1970 et 1980. The Deuce raconte l'histoire de la légalisation et de l'essor consécutif de l'industrie pornographique à New York à partir des années 1970 et jusqu'au milieu des années 1980. Parmi les thèmes abordés figurent la montée du VIH, la violence de l'épidémie de drogue et les hauts et les bas de l'immobiliers liés à ces évolutions.
La série suivante de Simon (en 6 épisodes), The Plot Against America, a débuté en 2020. Il s'agit d'une adaptation du roman de Philip Roth. The Plot Against America raconte une Histoire américaine alternative (dans les années 1940) racontée à travers les yeux d'une famille juive de la classe ouvrière de Newark, dans le New Jersey, qui assiste à l'ascension politique de Charles Lindbergh, aviateur-héros et populiste xénophobe, qui devient président des Etats-Unis et fait basculer la nation dans le fascisme.
En 2022, David Simon revient à Baltimore avec la mini-série We Own This City. Il collabore à nouveau avec les scénaristes Ed Burns et George Pelecanos. We Own This City est l'adaptation d'une enquête publiée par un journaliste du Baltimore Sun, le journal dans lequel Simon a commencé sa carrière, et qui traitait d'une affaire de corruption au sein de la police de Baltimore. La série met en scène les acteurs Jon Bernthal (déjà apparu dans Show Me A Hero) et Wunmi Mosaku.

## Filmographie

### Scénariste
- 2000 : The Corner
- 2002 - 2008 : Sur écoute (The Wire)
- 2008 : Generation Kill
- 2011 - 2013 : Treme
- 2015 : Show Me a Hero
- 2017 - 2019 : The Deuce
- 2020 : The Plot Against America
- 2022 : We Own This City

### Producteur
- 1998 : Homicide
- 2000 : The Corner (producteur délégué)
- 2002 - 2008 : Sur écoute (The Wire) (producteur délégué)
- 2008 : Generation Kill (producteur délégué)
- 2011 - 2013 : Treme (producteur délégué)
- 2015 : Show Me a Hero (producteur délégué)

### Acteur
- 1983 : Avis de recherche de Stanley R. Jaffe

## Ouvrages traduits en français
- David Simon (trad. de l'anglais par Héloïse Esquié), Baltimore : une année dans les rues meurtrières [« Homicide: A Year on the Killing Streets »], Paris, Sonatine, 6 septembre 2012, 1re éd., 936 p. (ISBN 978-2-35584-122-4 et 2-35584-122-5, OCLC 805044872, BNF 42704372, présentation en ligne)
- David Simon (trad. de l'anglais par Caroline Dumoucel, Clémentine Duzer, Ferdinand Gouzon), The Corner : Tome 1, hiver/printemps, Paris, J'ai lu, 11 janvier 2012, 477 p. (ISBN 978-2-290-03391-3 et 2-290-03391-X)
- David Simon (trad. de l'anglais par Jérôme Schmidt), Easy Money : la première enquête du créateur de "The wire", Paris, Inculte / dernière marge, mai 2016, 110 p. (ISBN 979-10-95086-29-1)